# 702. Infanterie-Division (Wehrmacht)
La 702. Infanterie-Division fu una divisione di fanteria dell'esercito tedesco attiva durante la seconda guerra mondiale. 

## Storia
La divisione fu costituita il 16 aprile 1941, nel maggio dello stesso anno fu trasferita in Norvegia e utilizzata come forza di occupazione nell'area di Trondheim. Nell'aprile 1945 la divisione doveva diventare una divisione da campo, tuttavia la riorganizzazione non fu completata poiché venne fatta prigioniera dalle truppe alleate.

## Ordine di battaglia[1]
- 702. Infanterie-Division 1941:
- Infanterie-Regiment 722
- Infanterie-Regiment 742
- Artillerie-Abteilung 662
- Pionier-Bataillon 702
- Divisionseinheiten 702

## Comandanti[1]
- Generallutenant Herbert Lemke (17 aprile 1941 - 4 settembre 1941)
- Generalleutnant Kurt Schmidt (4 settembre 1941 - 1° settembre 1943)
- Generalleutnant Karl Edelmann (1° settembre 1943 - 15 gennaio 1945)
- Generalleutnant Ernst Klepp (15 gennaio 1945 -  aprile 1945)